# Tambra Island
Tambra Island (englisch; bulgarisch остров Тъмбра ostrow Tambra) ist eine größtenteils vereiste Insel der Pitt-Inseln im Archipel der Biscoe-Inseln vor der Westküste der Antarktischen Halbinsel. In südwest-nordöstlicher Ausrichtung ist sie 1,17 km lang sowie 700 m breit. Sie liegt 0,7 km nordöstlich von Weller Island und 0,73 km ostsüdöstlich von Krivus Island. Von Jingle Island ist sie nach Nordosten durch eine 60 m breite Passage getrennt.
Britische Wissenschaftler kartierten sie 1971. Die bulgarische Kommission für Antarktische Geographische Namen benannte sie 2013 nach dem Hügel Tambra im Süden Bulgariens.